# Museo Nacional de Jeju

Museo Nacional de Jeju
Hangul - 국립제주박물관
Hanja - 國立濟州博物馆

Museo Nacional de Jeju es un museo nacional situado en Jeju, Corea del Sur. Se inauguró el 15 de junio de 2001. A tres kilómetros al noroeste del centro de Jeju, el Museo Nacional de Jeju está ubicado en el parque Sarabong. Las cinco exposiciones permanentes del museo se dividen en Prehistoria, Tamna, Goryeo, Tamnasullyeokdo, Joseon, y una galería de donación.
El museo también cuenta con una extensión de exhibición en el Aeropuerto Internacional de Jeju inaugurado en 2001.

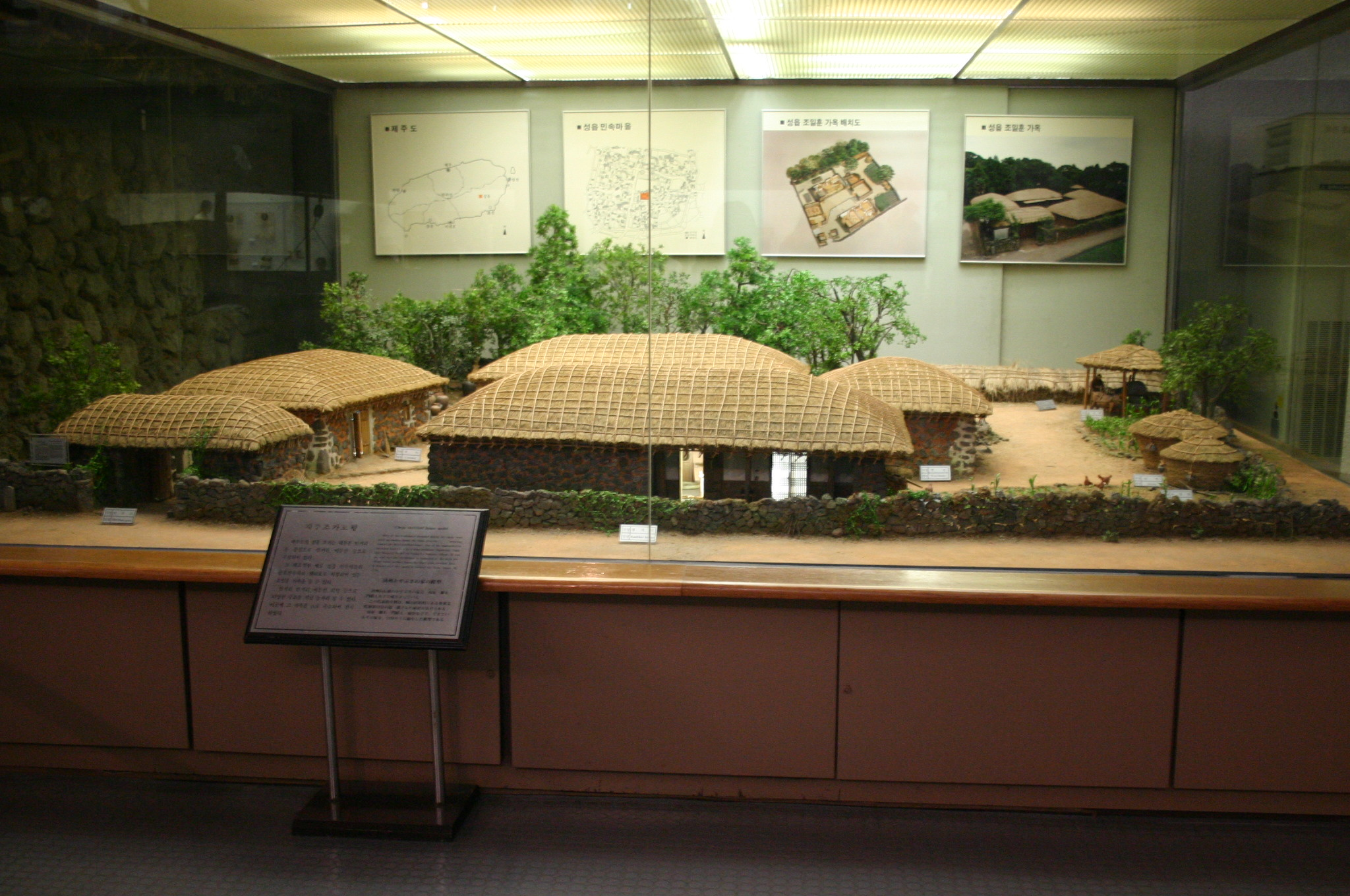
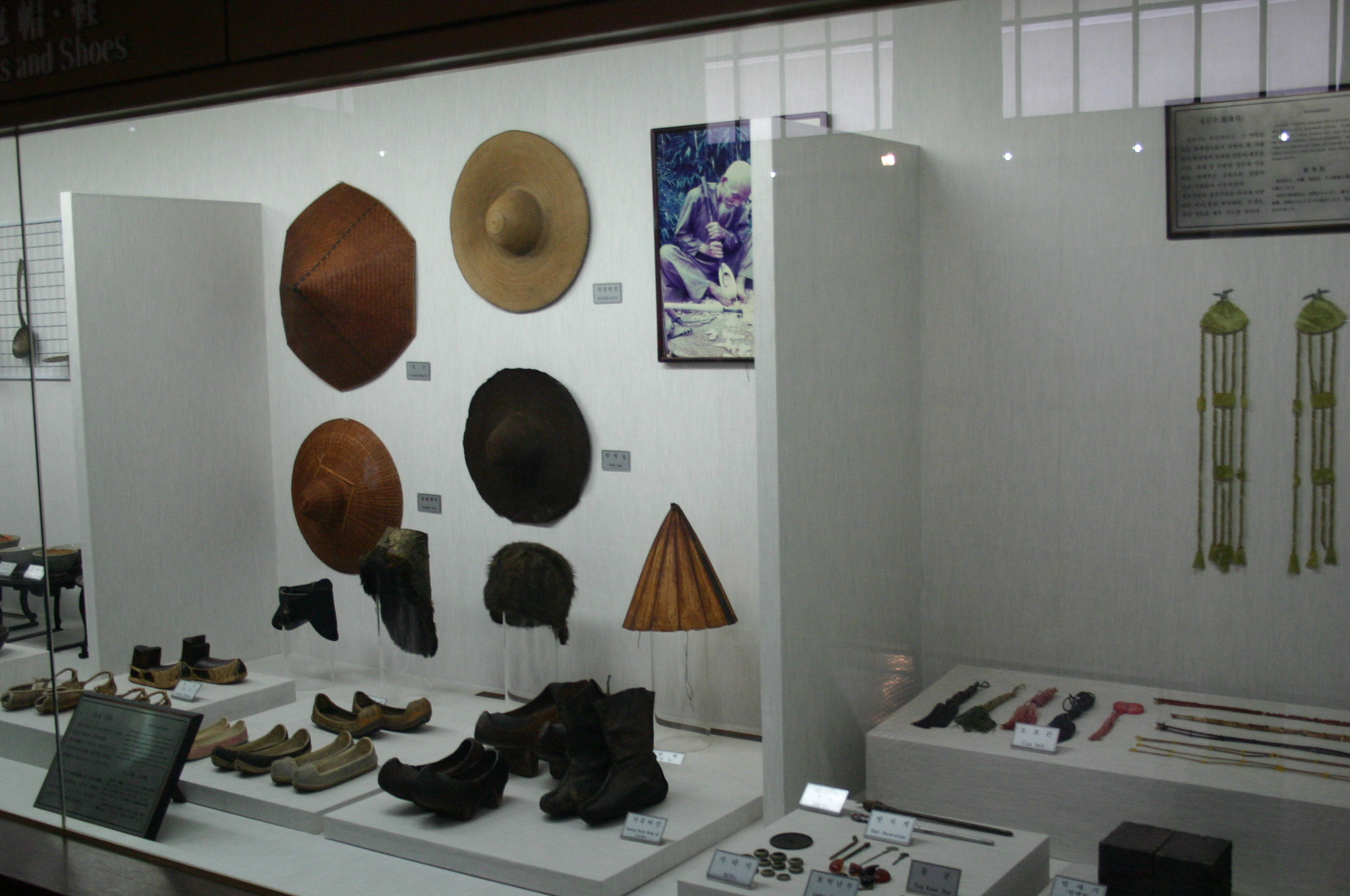
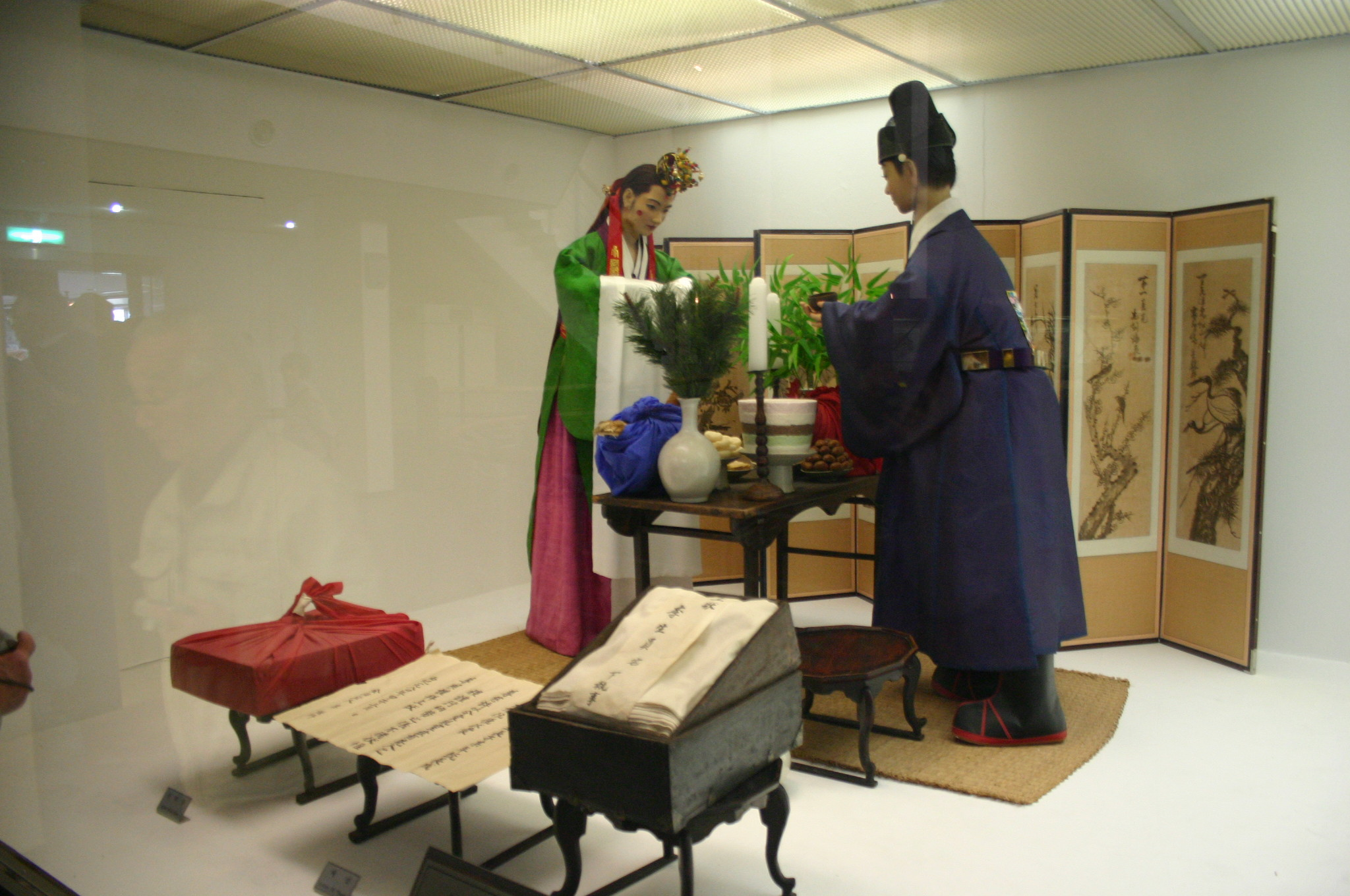

## Ejemplos de exhibición
- Tarro de Celadón (Tesoro Nacional #98 / período Goryeo).
- Guerrero de Cerámica (Tesoro Nacional #275 / período Gaya).
- Fragmentos de pagodas del Templo Sujeongsa y Templo Beophwasa.
- El mapa más antiguo de Jeju.
- Retratos de Ji Yeong-rok, Pyo Hae-rok, y Lee Ik-tae.

## Afuera del Museo
Jeju tiene muchas estatuas se llaman Dol hareubang. 

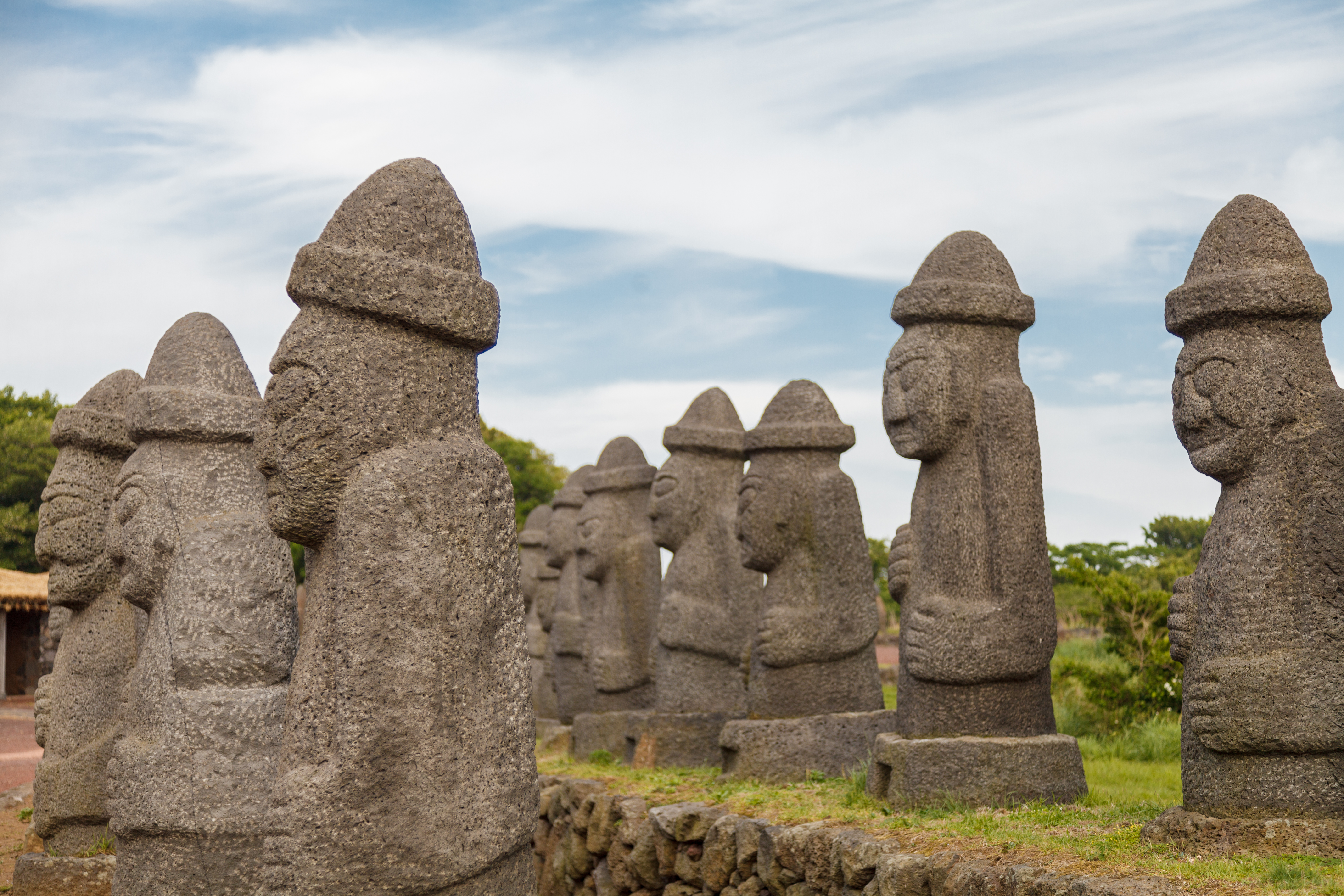
Dol Hareubang